# Galenia affinis
Galenia affinis är en isörtsväxtart som beskrevs av Otto Wilhelm Sonder. Galenia affinis ingår i släktet galenior, och familjen isörtsväxter. Inga underarter finns listade i Catalogue of Life.